# Epimecia ustula
Epimecia ustula är en fjärilsart som beskrevs av Freyer 1835. Epimecia ustula ingår i släktet Epimecia och familjen nattflyn. Inga underarter finns listade i Catalogue of Life.